# 그 집 앞 (2003년 영화)
"그 집 앞"(Invisible Light)은 한국에서 제작된 김진아 감독의 2003년 드라마 영화이다. 이선진 등이 주연으로 출연하였다.

## 출연

### 주연
- 이선진
- 최윤선
- 정찬

## 기타
- 프로듀서: 김진아
- 프로듀서: 김경현
- 미술: 김진아